# Tatiana Iablonskaïa
Pour les articles homonymes, voir Yablonskaïa.
Tatiana Nilovna Iablonskaïa (en russe : Татьяна Ниловна Яблонская ; en ukrainien : Тетяна Нилівна Яблонська, Tetiana Nylivna Iablonska) est une artiste peintre russo-ukrainienne née le 24 février 1917 à Smolensk et décédée le 17 juin 2005 à Kiev. 

## Biographie
Née le 24 février 1917 au sein d'une famille d'enseignants de la ville de Smolensk (Russie), Tatiana Iablonskaïa déménage avec sa famille à Odessa en 1928, à Kamianets-Podilskyï, puis à Lougansk dans les années 1930. Elle étudie la peinture entre 1935 et 1941 à l'Institut national d'Art de Kiev (Національна академія образотворчого мистецтва і архітектури) auprès du peintre Fédir Krytchevsky.
Tatiana Iablonskaïa est professeur de dessin, de peinture et de composition de 1944 à 1952 à l'institut d'art de Kiev et occupe de nombreuses positions dans cette institution jusqu'en 1968. Elle est membre de l'Union des artistes de l'Ukraine à partir de 1944. 
Elle est membre du Parlement de la république socialiste soviétique d'Ukraine entre 1951 et 1958, membre du conseil d'administration de l'Union des artistes de l'URSS en 1963 et membre de l'Académie russe des beaux-arts en 1975. Elle reçoit le titre d'artiste du peuple de l'URSS en 1982, et celui d'artiste de l'année (UNESCO) en 1997. Elle est décorée de l'Ordre du Drapeau rouge du Travail en 1951, de l'Ordre de l'Amitié des peuples en 1977 et reçoit le titre d'Héroïne d'Ukraine, plus haute distinction de l'État ukrainien, en 2001.
En 1999, une attaque la prive de l'usage de sa main droite et elle apprend alors à peindre de la main gauche. Elle meurt à Kiev en 2005 où elle est enterrée dans l'allée centrale du cimetière Baïkov. En 2006 l'une des rues de Kiev à Solomenskiy est nommée en sa mémoire.

## Œuvres

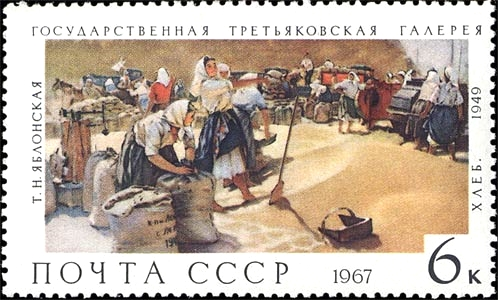
Timbre postal de 1967 représentant le tableau 'Le Pain' (1949)

Tatiana Iablonskaïa gagne en popularité grâce à une toile de 1949, le Pain, aujourd'hui dans les collections de la galerie Tretiakov à Moscou comme exemplaire du réalisme socialiste[réf. souhaitée].
Quelques-unes de ses œuvres célèbres
- Avant le départ (1944)
- Autoportrait[5]. (1945). Huile sur toile. 78 × 52 cm. Musée national d'art d'Ukraine à Kiev.
- Le Pain ou Récolte des grains (1949). Huile sur toile. 201 × 370 cm. Galerie Tretiakov à Moscou
- Le Printemps (1950). Huile sur toile. 171 × 285 cm. Musée Russe à Saint-Petersbourg
- Dans le parc (1950)
- Sur Le Dniepr (1952). Huile sur toile. 235 × 360 cm. Musée national à Lviv
- Sur le chantier (1957)
- La Mariée (1966)
- L'Été (1967). Huile sur toile. 205 × 250 cm. Galerie Tretiakov
- Berceau (1968)
- La Vie (1971)
- Le Soir. L'Ancienne Florence. (1973). Huile sur toile. 100 × 120 cm. Galerie Tretiakov
- Le Lin (1977)
- Paysage italien (1977)
- Le Grand Canal de Venise (1977)
- Le vieux pommier (1986)
- Le Miel de tilleul (1993)

## Récompenses
- prix Staline : 1949, pour le tableau Le Pain. Huile sur toile.
- prix Staline : 1950, pour le tableau Le Printemps. Huile sur toile.
- prix d'État de l'URSS : 1979, pour le tableau Le Lin. Huile sur toile.